# Zbigniew Pączkowski
Zbigniew Edward Pączkowski (ur. 6 października 1912 w Warszawie, zm. 13 września 1993 tamże) – polski inżynier mechaniki, specjalista balistyki zewnętrznej, profesor zwyczajny Politechniki Warszawskiej.

## Życiorys
Urodził się w rodzinie Jana (1885–1959) i Marii (1888–1975) Pączkowskich. W 1937 ukończył studia na Politechnice Warszawskiej, podczas studiów od 1934 był pracownikiem dydaktycznym, od 1936 do 1938 pracował w przemyśle obronnym jako konstruktor, był podporucznikiem Wojska Polskiego, od 1938 do wybuchu wojny w Centrum Badań Balistycznych. 
Podczas okupacji niemieckiej był zaangażowany w tajne nauczanie, w szeregach Armii Krajowej pod ps. Brzechwa uczestniczył w powstaniu warszawskim. Po upadku powstania został wywieziony do obozu pracy w Essen w Niemczech, gdzie do wyzwolenia pracował z Zakładach Kruppa.
W 1945 powrócił do Kraju jako repatriant. W latach 1945–1951 kierował Działem Badań w Instytucie Mechaniki Precyzyjnej, od 1951 do 1953 pracował zakładzie naukowo-badawczym i był starszym wykładowcą w WAT. W 1951 organizator, a od 1953 dziekan Wydziału Sprzętu Mechanicznego PW, od 1955 profesor nadzwyczajny, a od 1972 profesor zwyczajny Politechniki Warszawskiej. 25 listopada 1960 został kierownikiem Katedry Sprzętu Mechanicznego na Wydziale Mechanicznym Technologicznym PW, w 1973 objął funkcję dyrektora Instytutu Budowy Sprzętu Mechanicznego i pełnił ją do 1976, a następnie przejściowo w 1981.
Zmarł w Warszawie, pochowany na cmentarzu Powązkowskim (kwatera 115-2-9,10).

## Członkostwo
- Polskie Towarzystwo Astronautyczne,
- British Interplanetry Society,
- Międzynarodowa Akademia Astronautyczna,
- Naczelna Organizacja Techniczna,
- Stowarzyszenie Inżynierów Mechaników Polskich,
- Związek Bojowników o Wolność i Demokrację,
- Polska Zjednoczona Partia Robotnicza.

## Ordery i odznaczenia
- Krzyż Oficerski Orderu Odrodzenia Polski
- Krzyż Kawalerski Orderu Odrodzenia Polski[5]
- Złoty Krzyż Zasługi (28 września 1954)[6]
- Medal 10-lecia Polski Ludowej (19 stycznia 1955)[7]
- Medal „Za zasługi dla obronności kraju”
- Odznaka tytułu honorowego „Zasłużony Nauczyciel Polskiej Rzeczypospolitej Ludowej”